# Vadi Hammamat
Vadi Hammamat,  v prevodu Dolina številnih kadi, je suho rečno korito v egiptovski Vzhodni puščavi približno na pol poti med Quseirjem in Qino. Vadi je bil pomembno rudarsko središče in trgovska pot med dolino Nila in Rdečim morjem. Zaradi tri tisoč let starih skalnih gravur in napisov je pomembno arheološko najdišče in turistična zanimivost.

## Trgovska pot
Hammamat je bil glavna povezava med Tebami in Rdečim morjem, kasneje pa del svilne ceste, ki je preko Arabije vodila v Azijo in na Afriški rog. Pot od Nila do Rdečega morja je dolga približno 200 km. Začela se je v Koptosu  (Qift) malo severno od Luksorja in končala v Al Quseirju na obali  Rdečega morja. Koptos je bil pomembno upravno, versko in trgovsko  središče. Mesti na obeh skrajnih koncih poti sta bili ustanovljeni v Prvi dinastiji, čeprav arheološke najdbe kažejo, da bilo ozemlje ob poti naseljeno že pred tem.

## Kamnolomi
V Starem Egiptu je bil Vadi Hammamat glavno središče kamnolomov. Odprave v Vzhodno puščavo so dokumentirane že od 2. tisočletja pr. n. št. V vadiju so izpostavljene predkambrijske kamnine  arabsko-nubijske tektonske plošče, med njimi bazalt, skrilavci, poseben sivozelen peščenjak, ki se je uporabljal za sklede, palete in sarkofage, in zlatonosen kremen. Eden od številnih zgodnjih in preddinastičnih artefaktov iz značilnega kamna iz Vadi Hammamata je Narmerjeva paleta. 
Faraon Seti I. je dal v vadiju izkopati prvi vodnjak s pitno vodo, Senusret I. pa je tja pošiljal rudarske odprave. Področje kamnolomov je opisano v najstarejši znani geološki karti – Torinski karti, ki jo je izdelala rudarska odprava Ramzesa IV.

## Napisi
Vadi Hammamat je pomemben predvsem zaradi staroegipčanskih grafitov in kasnejših napisov iz obdobja svilne ceste. V vadiju so tudi napisi, starejši od najstarejših egipčanskih dinastij. Mednje spadata edini naslikani petroglif v Vzhodni puščavi in risbe čolnov iz trsja, datirane v obdobje okoli leta 4000 pr. n. št.

## Kasnejši Vadi Hammamat
Trgovska pot in rudnik sta se izkoriščala tudi v rimskem in bizantinskem obdobju Egipta. Rimljani so v vadiju postavili mitnico, Bizantinci pa so odprli rudnike iz Novega kraljestva in ptolemajskega obdobja v Bir Umm Fawakhirju in oba stražna stolpa ob poti, ki sta se ohranila. Rimljani so odprli vrsto vodnih postaj (hydreuma), od katerih se je ohranil Deviški stolp v Qasr el Banatu. 
Skozi vadi je zdaj speljana 194 km  dolga asfaltna cesta Wadi Hammamat, ki turistom olajša  potovanje iz  Luksorja in Teb proti Rdečemu morju.

## Svetopisemski pomen
V Eksodusu je omenjen Pi-hahiroth na vzhodni obali Sinaja malo južno od Akabskega zaliva v bližini tebanskega pristanišča Elim. Tukaj naj bi se ustavili Judje na begu iz Egipta, kar kaže, da je njihova pot vodila skozi Vadi Hammamat.